# Heinrich Seidel
Heinrich Friedrich Wilhelm Karl Philipp Georg Eduard Seidel, född den 25 juni 1842 i Perlin, Mecklenburg, död den 7 november 1906 i Gross-Lichterfelde, var en tysk skald, bror till Paul Seidel, far till Heinrich Wolfgang Seidel.
Seidel studerade ingenjörsvetenskap och var en framstående förmåga på det tekniska området, men ägnade sig sedan 1880 helt och hållet åt litteraturen. Han var en av Jean Pauls efterföljare, "som uppsökte hvardagslifvets små tilldragelser och förhållanden för att med intim skildring, fylld af humor och glädje, förhärliga äfven det obetydligaste i naturlifvet eller människornas värld", skriver Ruben Berg i Nordisk Familjebok. Berg fortsätter: "Han hade icke stor kraft eller betydande fantasi, men idyllisk målning och sirlig, flytande framställning". 
Berömdast av hans noveller är Leberecht Hühnchen (i en samling 1882, många upplagor; med senare fortsättningar i samlingsupplaga 1900), som bland annat har varit synnerligen flitigt nyttjad vid skolundervisningen i tyska. Av Seidels övriga arbeten kan nämnas Aus der Heimat (1874), Von Perlin nach Berlin (1894; samlad upplaga 1903); dikterna Glockenspiel (1889; ny samling 1893) och Reinhard Flemmings Abenteuer zu Wasser und zu Lande (3 band, 1901-06). Seidels Gesammelte Schriften (19 band, 1894-1906), Erzählende Schriften (1 band, 1899-1900), Phantasiestücke (1903; alla Seidels sagor) och Gedichte (samma år; samlade dikter) var även de mycket spridda.